# August Fournier

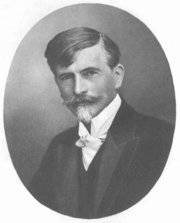
August Fournier

August(in) Oktavian Fournier (* 19. Juni 1850 in Wien; † 18. Mai 1920 ebenda) war ein österreichischer Historiker und Politiker.

## Leben
August Fournier, dessen Vater aus Braunseifen in Mähren stammte, verbrachte seine Kindheit in Fünfkirchen (Ungarn) und Wien. Nach dem Studium der Geschichte an der Universität Wien und der Promotion zum Dr. phil. (1872) unternahm er zahlreiche Forschungsreisen in ganz Europa – u. a. nach Paris, Berlin, Marburg, Fulda und München. 1885 begann er sein bedeutendstes Werk Napoleon I. – Eine Biographie. 1874 wurde Fournier Kanzlist im Archiv des Ministeriums für Inneres, später dessen Leiter. 1877 stieß er in den Ständeakten der alten Hofkanzlei auf den geheimen Vertrag über die gegenseitige Erbfolge im Hause Habsburg. 1883 wurde er zum Ordinarius für neuere Geschichte an der deutschen Karl-Ferdinands-Universität ernannt, wirkte dort auch politisch. 1891 zog er als Abgeordneter für die Deutsch-Fortschrittliche Partei der „Vereinigten deutschen Linken“ in den Reichsrat (Österreich) und 1892 in den  Böhmischen Landtag ein. Er vertrat den Bezirk Tetschen-Bodenbach.
Er kehrte 1900 nach Wien zurück. Von 1903 bis 1920 lehrte er als  o. Professor Allgemeine Geschichte der Neuzeit an der Universität Wien. 1909 wurde er Korrespondierendes Mitglied der Österreichischen Akademie der Wissenschaften. Bekanntester Schüler von Fournier ist der Historiker Alfred Francis Přibram.
August Fourniers dreibändige Biografie über Napoléon Bonaparte (insgesamt vier deutschsprachige Auflagen, jeweils fremdsprachige Ausgaben erschienen in New York City, London, Paris und Budapest), gilt heute als wissenschaftliches Standardwerk. Sie ist die mit Abstand bedeutendste Arbeit der Napoleon-Forschung aus österreichischer Sicht. Volker Ullrich meinte in der Einleitung seiner kleinen Napoleon-Biographie von 2004, sie sei „sehr gut lesbar und quellennah geschrieben“ und „immer noch der beste deutschsprachige Beitrag zur Napoleon-Literatur“. Eine groß angelegte Arbeit über den Wiener Kongress blieb unvollendet. Von seinem parlamentarischen Wirken – Fournier galt als brillanter Redner – zeugen unzählige Redebeiträge. Er veröffentlichte eine Vielzahl von Monografien, Abhandlungen und Schriften über die Historie der österreichischen Außenpolitik und begründete zusammen mit dem Schriftsteller Anton Bettelheim die 22 Bände umfassende Neue Österreichische Biographie ab 1815. Er gilt als der bedeutendste Historiker der ausklingenden Habsburger-Epoche. Nach August Fournier ist die Fourniergasse in Lainz im 13. Wiener Gemeindebezirk (Hietzing) benannt.
Fournier war mit Dora Gabillon verheiratet, der jüngsten Tochter aus zweiter Ehe des Burgschauspielers Ludwig Gabillon. Die gemeinsame Tochter ist die Psychologin Christine Olden. Seine Grabstelle befindet sich auf dem Wiener Zentralfriedhof.

## Werke
- Eine amtliche Handlungsreise nach Italien im Jahre 1754. Ein Beitrag zur Geschichte der österreichischen Commercialpolitik. Wien 1888.
- Der Congress von Châtillon. Die Politik im Kriege von 1814; eine historische Studie. Tempsky, Wien 1900.
- Dahlmann-Waitz. Quellenkunde der Deutschen Geschichte. 8. Auflage. Köhler, Leipzig 1912 (zusammen mit Ernst Baasch, Friedrich Koepp u. a.).
- Eine Fahrt zum Nordcap. Tempsky, Prag 1884.
- Die Geheimpolizei auf dem Wiener Kongreß. Eine Auswahl aus ihren Papieren. Tempsky, Wien 1913.
- Gentz und Cobenzl. Geschichte der österreichischen Diplomatie in den Jahren 1801-1805; nach neuen Quellen. Braumüller, Wien 1880.
- Gentz und Wessenberg. Briefe des Ersten an den Zweiten. Braumüller, Wien 1907.
- Gerard van Swieten als Censor. Nach archivalischen Quellen. Wien 1877.
- Goethe und Napoleon. Vortrag gehalten im Wiener Goethe-Verein am 21. März 1896. Verlag des Wiener Goethe-Vereins Wien 1896.
- Grundsätze und Ziele der Deutsch-fortschrittlichen Partei. Programmrede. Verlag Friedrich Jasper, Wien 1907.
- Handel und Verkehr in Ungarn und Polen um die Mitte des 18. Jahrhunderts. Ein Beitrag zur Geschichte der österreichischen Commercialpolitik. Gerold in Komm., Wien 1887.
- Heute und vor hundert Jahren. Hölzel, Wien 1914.
- Historische Studien und Skizzen. Freytag, Leipzig 1885–1912 (3 Bde.)
- Kampf um die Weltherrschaft. Freytag, Leipzig 1888.
- Marie-Louise et la chute de Napoléon. Contribution à la biographie de Marie-Louise. Daupeley-Gouverneur, Nogent-le-Rotrou 1903.
- Napoleon I. Eine Biographie. Phaidon-Verlag, Essen 1996, ISBN 3-88851-186-0 (Nachdruck der Ausgabe Wien 1922)
- Neue Österreichische Biographie 1815–1918. Kraus Reprint, Nendeln/Liechtenstein 1970 ff (zusammen mit Anton Bettelheim, Nachdruck der Ausgabe Wien 1923–1959)
- Österreich und Preussen im 19. Jahrhundert. Ein Vortrag. Braumüller, Wien 1907.
- Österreich-Ungarns Neubau unter Kaiser Franz Joseph I. Eine historische Skizze. Ullstein, Berlin 1917.
- Sturz und Ende. Freytag, Leipzig 1888.
- Tagebücher von Friedrich von Gentz. 1829–1831. Amalthea-Verlag, Zürich 1920.
- Über Auffassung und Methode der Staatshistorie. Habilitations-Vorlesung, gehalten an der Wiener Universität am 1. Februar 1875. Gerold in Komm. Wien 1875.
- Wie wir zu Bosnien kamen. Eine historische Studie. Reisser, Wien 1909.
- Zur Abwehr. Ein Nachtrag zu den „Oesterreichischen Geschichtslügen“. Tempsky, Wien 1897.
- Zur Textkritik der Korrespondenz Napoleons I. Gerold in Komm., Wien 1903.